# مجلة البرية
مجلة البرية هي مجلة عسكرية نصف سنوية تصدر عن القوات البرية الملكية السعودية، وقد بدأت بالإصدار كرسالة عام 2006م، وتحولت إلى مجلة بحلول عام 2009م. تعنى بأخبار الجيش السعودي وكذلك يشارك بها عدد من الكتاب المتخصصون بالشؤون العسكرية وكذلك في المجال الثقافي والأكاديمي.
ويعتبر مؤسس هذه المجلة هو مدير الشؤون العامة بالقوات البرية العميد عبد الله طالع العمري وفي عهد الفريق الركن حسين القبيل وأول رئيس تحرير كمجلة رسمية كان الرائد محمد بن سعود السيف. وتهتم مجلة البرية بالقاء الضوء على سير قادة سابقين أمثال اللواء الركن ضيف الله الشهري واللواء الركن عبد العزيز آل الشيخ والفريق أول محمد الحماد والفريق الركن إبراهيم الطاسان كما اشتملت اصداراتها على لقاءات وحوارات مع الفريق الركن عبد الرحمن المرشد والفريق الركن خالد بن بندر بن عبد العزيز والفريق الركن عيد الشلوي.